# Mlynčeky
Mlynčeky (węg. Tátraháza, niem. Mühlerchen) – wieś (obec) w północnej Słowacji leżąca w powiecie Kieżmark, w kraju preszowskim. Pierwsza pisemna wzmianka o wsi pochodzi z 1896 roku.